# Kaspars Dumbris
Kaspars Dumbris, född 25 februari 1985 i Cēsis, är en lettisk skidskytt. Dumbris började sin skidskyttekarriär som junior 2002, då han deltog vid junior-VM. Vid sitt sista VM som junior nådde han sitt bästa resultat, en sjätte plats i stafett. 2007 debuterade han i världscupen vid sprinttävlingen i Antholz. Där slutade han på en 72:a plats. Hans hittills bästa resultat kom vid sprinttävlingen i Östersund 2007/2008, då han slutade på en 42:a plats. Vid Olympiska spelen 2010 i Vancouver deltog Dumbris i distanstävlingen, där han slutade 73:a.